# Siegfried Purner
Siegfried Purner (Innsbruck, 16 febbraio 1915 – Kozaki, 10 febbraio 1944) è stato un pallamanista austriaco.

## Palmarès

### Olimpiadi
- Argento a Berlino 1936 nella pallamano.